# Ephormotris cataclystalis
Ephormotris cataclystalis är en fjärilsart som beskrevs av George Francis Hampson 1897. Ephormotris cataclystalis ingår i släktet Ephormotris och familjen Crambidae. Inga underarter finns listade i Catalogue of Life.